# Union County (Georgia)
Das Union County ist ein County im Bundesstaat Georgia der Vereinigten Staaten. Der Verwaltungssitz (County Seat) ist Blairsville.

## Geographie
Das County liegt im äußersten Norden von Georgia, grenzt an North Carolina und hat eine Fläche von 852 Quadratkilometern, wovon 17 Quadratkilometer Wasseroberfläche sind und grenzt im Uhrzeigersinn an folgende Countys: Towns County, White County, Lumpkin County und Fannin County.

## Geschichte
Union County wurde am 3. Dezember 1832 als 88. County in Georgia aus dem Indianerterritorium der Cherokee gebildet. Benannt wurde es nicht nach seiner Unterstützung des Nordens im Bürgerkrieg, sondern nach der Union-Partei, welche schon 28 Jahre existierte, bevor der Bürgerkrieg ausbrach.

## Demografische Daten

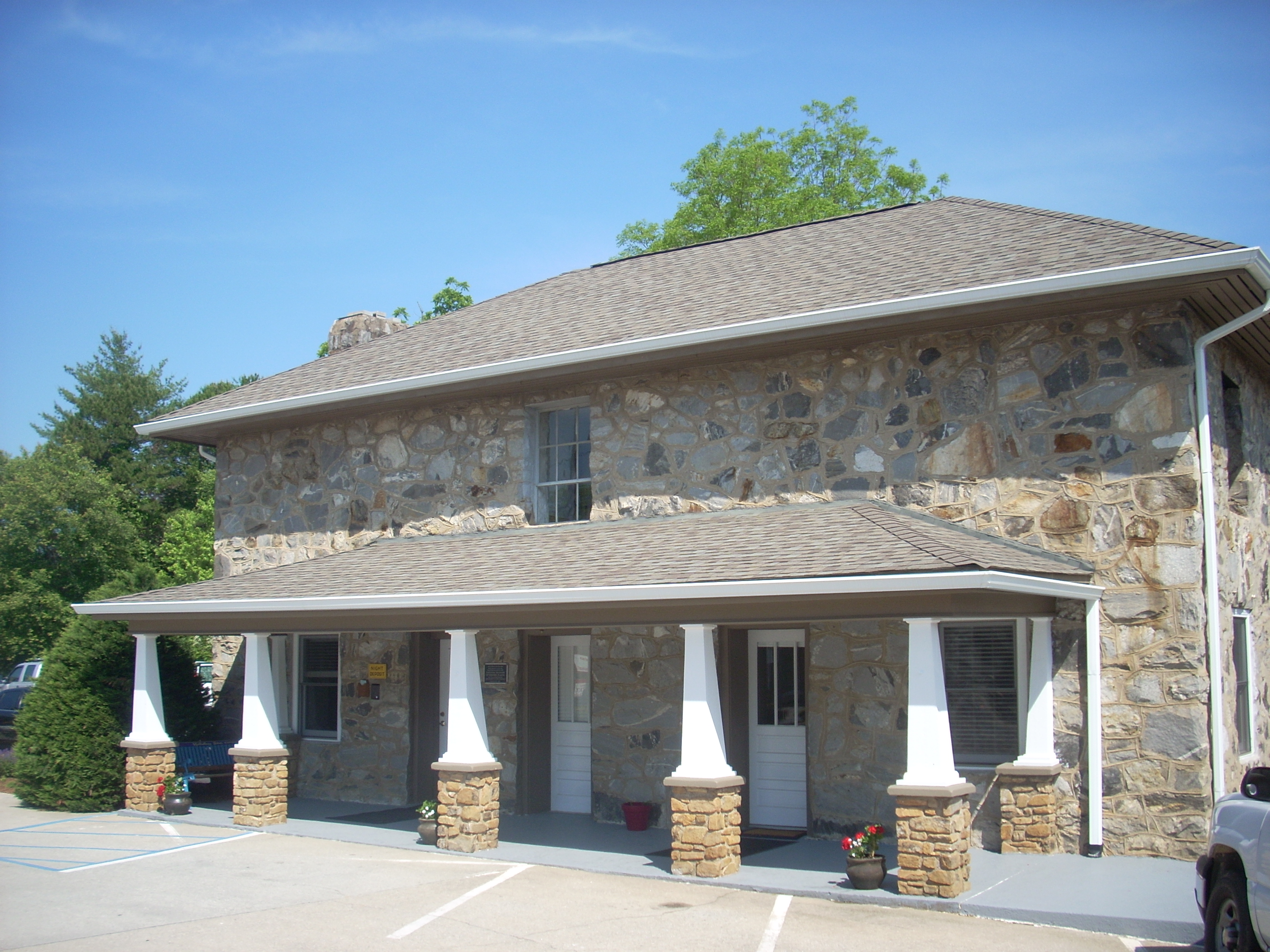
Ehemaliges Bezirksgefängnis, gelistet im NRHP

Laut der Volkszählung von 2010 verteilten sich die damaligen 21.356 Einwohner auf 9.116 bewohnte Haushalte, was einen Schnitt von 2,30 Personen pro Haushalt ergibt. Insgesamt bestehen 14.052 Haushalte.
70,0 % der Haushalte waren Familienhaushalte (bestehend aus verheirateten Paaren mit oder ohne Nachkommen bzw. einem Elternteil mit Nachkomme) mit einer durchschnittlichen Größe von 2,75 Personen. In 22,6 % aller Haushalte lebten Kinder unter 18 Jahren sowie in 42,7 % aller Haushalte Personen mit mindestens 65 Jahren.
19,7 % der Bevölkerung waren jünger als 20 Jahre, 17,0 % waren 20 bis 39 Jahre alt, 27,5 % waren 40 bis 59 Jahre alt und 35,7 % waren mindestens 60 Jahre alt. Das mittlere Alter betrug 51 Jahre. 48,7 % der Bevölkerung waren männlich und 51,3 % weiblich.
96,8 % der Bevölkerung bezeichneten sich als Weiße, 0,5 % als Afroamerikaner, 0,3 % als Indianer und 0,4 % als Asian Americans. 0,9 % gaben die Angehörigkeit zu einer anderen Ethnie und 1,2 % zu mehreren Ethnien an. 2,4 % der Bevölkerung bestand aus Hispanics oder Latinos.
Das durchschnittliche Jahreseinkommen pro Haushalt lag bei 41.686 USD, dabei lebten 13,1 % der Bevölkerung unter der Armutsgrenze.

## Orte im Union County
Orte im Union County mit Einwohnerzahlen der Volkszählung von 2010:
City:
- Blairsville (County Seat) – 652 Einwohner